# 20804 Etter
20804 Etter este un asteroid din centura principală de asteroizi.

## Descriere
20804 Etter este un asteroid din centura principală de asteroizi. A fost descoperit pe 25 septembrie 2000 la Socorro, New Mexico, în cadrul proiectului LINEAR. Asteroidul prezintă o orbită caracterizată de o semiaxă mare de 2,42 ua, o excentricitate de 0,18 și o înclinație de 10,9° în raport cu ecliptica.